# Arco de Gibraltar

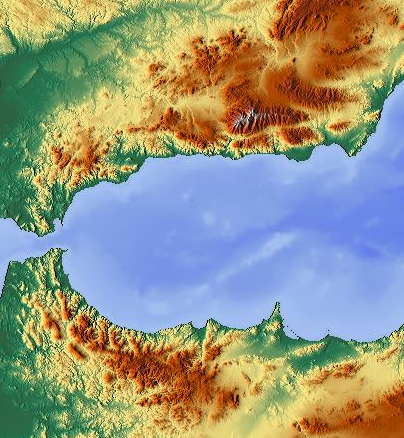
Arco de Gibraltar

Chama-se Arco de Gibraltar à região geológica que corresponde à cordilheira arqueada que rodeia o mar de Alborão (situado entre a Península Ibérica e a África). É formado pela cordilheira Bética (sul de Espanha), o estreito de Gibraltar e o Rife (ou Rif; norte de Marrocos). 
A máxima altitude da região é a do pico Mulhacén (3 482 m), da Cordilheira Bética. As precipitações são recolhidas principalmente pelos rios Guadalquivir (a norte da Cordilheira Bética) e Sebou (a sul do Rife), e a acumulação de sedimentos deu lugar a bacias de frente de cadeia homónimas. 
A formação desta cadeia montanhosa está relacionada com a aproximação entre a placa tectónica africana e a microplaca ibérica durante o Terciário (desde há 65 milhões de anos), mas os mecanismos que a modelaram são ainda motivo de debate em geologia e geofísica. 
A problemática geológica de esta região assenta no facto de a acumulação de material da crosta terrestre ter tido lugar ao mesmo tempo que a extensão da crosta que deu lugar ao mar de Alborão. Esta simultaneidade de compressão e extensão tectónicas implica a existência de forças tectónicas geradas na própria região, além das transmitidas a partir das placas africana e ibérica. Das tentativas de explicar essas forças há pelo menos 4 modelos alternativos propostos para explicar a génese do Arco de Gibraltar e o mar de Alborão.
Em tempos mais recentes, durante a chamada crise de salinidade messiniana, quando secou grande parte do mar Mediterrâneo (há cerca de 5 milhões de anos), a região constituiu uma ponte entre os dois continentes com o consequente intercâmbio biológico.